# Jerzy Gorbas
Jerzy Gorbas (ur. 31 lipca 1968 w Wejherowie) – polski malarz, rzeźbiarz i rysownik.
Studiował w latach 1987–1993 na wydziale rzeźby w Państwowej Wyższej Szkole Sztuk Plastycznych (ASP) w Gdańsku. Dyplom w pracowni prof. Edwarda Sitka w 1994 roku, aneks z ceramiki w pracowni dyplomującej prof. Henryka Luli. Uprawia rzeźbę, malarstwo i rysunek. Brał udział w wielu wystawach w Polsce i za granicą. Członek ZPAP od 1994 roku.

## Ważniejsze wystawy i nagrody
- 1994 „Młoda rzeźba gdańska”, galeria ZAR Gdańsk[1]
- 1995 „X Salon Rzeźby”, galeria ZAR, Warszawa – Cztery Pory Roku, malarstwo; wystawa pokonkursowa w Ośrodku Kultury w Szczecinku
- 1996 Wystawa rysunków w Centrum Kultury, Wejherowo
- 1996 „V Ogólnopolskie Triennale Akwareli” BWA, Lublin – wyróżnienie[2]
- 1997 „II Triennale autoportretu”, Muzeum okręgowe, Radom; I Triennale z martwą naturą, BWA Sieradz; Mail art – Music and misticism; Galeria Ośrodka Kultury w Częstochowie;
- 1998 Wyrównywanie szans wobec edukacji – konkurs na okładkę książki; Muzeum Plakatu w Wilanowie; Związki, wystawa zbiorowa członków ZPAP; Kościół św. Jana w Gdańsku.
- 2000 „III Triennale autoportretu”, Muzeum okręgowe, Radom
- 2001 „Sztuka rzeźby GTS”, Sopot; Rysunki, pastele, akwarele – wystawa indywidualna; Galeria Sztuki w Iławie; Stowarzyszenie Promocji Artystów Wybrzeża Era-Art – Malarstwo Rysunek Grafika Rzeźba – Hala przy ulicy Beniowskiego – Gdańsk Oliwa.
- 2003 IV Triennale autoportretu – nominacja do nagrody; Muzeum okręgowe, Radom.
- 2003 „Malarstwo, rysunek, rzeźba” – wystawa indywidualna, galeria ZPAP Gdańsk
- 2004 „Gdyński Przegląd Artystyczny” Galeria 78, Gdynia
- 2006 V Triennale autoportretu, Muzeum okręgowe, Radom; Galeria – kawiarnia Insula w Wejherowie; Obrazy, rysunki – wystawa indywidualna.
- 2006 „Mistrzowie rzeźby” galeria ZAR, Gdańsk
- 2009 Drugi konkurs grafiki im. Ludwiga Meidnera Galeria Mokis, Oleśnica
- 2010 8 triennale małych form malarskich – Galeria Wozownia, Toruń
- 2010 III Ogólnopolski Konkurs Grafiki im. Ludwiga Meidnera, galeria Miejskiego Ośrodka Kultury i Sportu w Oleśnicy[3] – wyróżnienie honorowe[4].
- 2010 8 triennale grafiki małych formatów Chamalieres, Francja
- 2010 Grabados – Monterrey-México, Meksyk
- 2011 wystawa pokonkursowa laureatów Galeria Impart, Wrocław
- 2011 „Stulecie ZPAP” PGS, Sopot
- 2011 Grabados La Paz Monterrey – México, Meksyk[5]
- 2012 5th prints for peace Monterrey (grafiki dla Pokoju), Meksyk[6]
- 2012 7 Triennale grafiki Bitola, Macedonia
- 2012 I konkurs im. Stefana Żechowskiego Galeria „U Jaksy”, Miechów
- 2012 VI Triennale z martwą naturą, Sieradz (wystawa pokonkursowa)
- 2012 V konkurs graficzny im. Ludwiga Meidnera MOKiS, Oleśnica (wyróżnienie honorowe)
- 2013 Wystawa zbiorowa pt. ”Postawy”, Galeria Blik, Gdańsk
- 2014 13 Mini print Lessedra international, Gallery Lessedra, Bułgaria
- 2014 XV Międzynarodowe Biennale Małych Form Graficznych i Ekslibrisu, Ostrów Wielkopolski, wystawa pokonkursowa
- 2014 VIII BIMPE-International Mini Print Exhibition, Vancouver, Fedaration Gallery
- 2014 9 Triennale de petits estampes a Chamalieres – 9 Międzynarodowe Triennale Małych Grafik w Chamalieres, Francja
- 2014/2015 Mini Print Rosario, Argentyna
- 2015 8 Biennale Grafiki, Bitola, Macedonia
- 2015 14 Lessedra Mini Print, Sofia, Bułgaria
- 2015 35 Mini Print Cadaques, Barcelona, Wingfield, Anglia
- 2015 L'etang Bages, Francja
- 2015 II Konkurs, Ulica Themersonow, Płock
- 2015 5 Painting and mixed media exhibition, Lessedra Gallery, Sofia, Bułgaria
- 2016 „W-gallery-03” Galeria Blik, Gdańsk[7]
- 2016 36 Mini Print Cadaques, Hiszpania
- 2016 „Pejzaż Współczesny” 3 międzynarodowy konkurs plastyczny – wystawa pokonkursowa, Miejska Galeria Sztuki, Częstochowa
- 2016 "Zimowy Salon Sztuki” 44 Biennale Sztuki, Centrum Sztuki Współczesnej, Elektrownia, Radom; XVI Biennale Małej Formy Graficznej i Ekslibrisu – Ostrów Wielkopolski.
- 2016 "Ulica Themersonow 3” Płocka Galeria Sztuki – wystawa pokonkursowa grafik i rysunków, Płock
- 2016 „7 Międzynarodowe Biennale Rysunku” Osten-Skopje, Macedonia
- 2017 ''37 Mini Print'' Cadaques, Hiszpania
- 2017 ''8 Mini Print" – Wystawa miniatur graficznych, Rosario, Argentyna
- 2017 „3 Biennale Mini Print Awagami”, Tokushima, Japonia
- 2017 "Ulica Themersonow 4” – Płocka Galeria Sztuki – wystawa pokonkursowa, Płock
- 2017 „3th” – Annual mini print exhibition-wystawa graficznych miniatur, Manhattan Graphics Center, Nowy Jork
- 2018 „W-gallery” Centrum Ekspozycyjne Stara Kotłownia, Olsztyn[8]
- 2018 „W-gallery” Galeria Marszałkowska, Olsztyn
- 2018 Ulica Themersonow oraz wystawa jubileuszowa prac z lat 2014–2018 ulicy Themersonow, Płock; X BIMPE Vancouver, wystawa pokonkursowa graficznych miniatur
- 2018 Wystawa VI Międzynarodowego Konkursu na rysunek im. A.E. Andriollego[9] i wystawa pokonkursowa, Nałęczów
- 2018 45 Biennale – Zimowy Salon Sztuki w Centrum Sztuki Współczesnej – Mazowieckie Centrum Sztuki Współczesnej w Radomiu – wystawa pokonkursowa i jubileuszowa.
- 2018 X Colectivo Print Exhibition-Prints for Peace (Wystawa grafiki Dziesięciu Twórców) Monterrey-Meksyk
- 2018 III Konkurs plastyczny Kolaż-Asamblaż – wystawa pokonkursowa, BWA Olkusz
- 2018 9 mixed media and painting wystawa w Lessedra Galley, Sofia, Bulgaria
- 2019 „W-gallery” Galeria Sztuki Wyższej Szkoły Policji w Szczytnie[10]
- 2019 5 Enter into Art Exhibition (mixed media, prints) – Bonn, Bad Ems nad Renem
- 2019 Mirror-Print Exchange Exhibition – Villa Caldogno, Vicenza, Włochy; 21×21 wystawa grafiki; Galeria El Catascopio, Barcelona
- 2019 3 Awagami International Biennial Print Exhibition – Tokushima Hall, Japonia
- 2019 IV Konkurs plastyczny i wystawa pokonkursowa, Kolaż, Asamblaż, BWA Olkusz
- 2019 V Triennale Polskiego Malarstwa Współczesnego – Jesienne Konfrontacje, BWA Rzeszów
- 2020 "W-gallery" Centrum Kultury w Ostródzie[11]; 2nd International Mini print Tokyo – Metropolitan Amfiteater – B Gallery – Tokyo/Osaka/Kioto; 46 Salon Zimowy – Biennale Sztuki; Mazowieckie Centrum Sztuki Współczesnej w Radomiu; Third International Biennale Print Dlum-Skopje, Macedonia; 6 Enter into art – prints/mixed media – Germany; Art book, online exhibition.
- 2021 XX Mini Print Lessedra-Sofia Bułgaria; 12 Painting mixed media exhibition – Lessedra gallery Sofia, Bulgaria; 7 Międzynarodowe Triennale Rysunku – Galeria Andriolli – Nałęczów, wystawa pokonkursowa; XX Salon Wielkopolski, Miejskie Centrum Kultury-Czarnkow; VI Konkurs plastyczny Kolaż-Asamblaż – BWA Olkusz; International Print Exchange – IPE Derby graphic studio; Guanajuato-International Print exchange
- 2021–22 Triennale Grenchen-Holz druk, wystawa pokonkursowa grafik, Muzeum w Grenchen – Szwajcaria.